# Wereldkampioenschappen synchroonzwemmen 1975 – Team vrouwen
Het team vrouwen tijdens de wereldkampioenschappen synchroonzwemmen 1975 vond plaats in Cali, Colombia.

## Uitslag
| Rang   | Naam | Land                | Finale   | Finale |
| Rang   | Naam | Land                | Punten   | Rang   |
| ------ | --- | ------------------- | -------- | ------ |
| Goud   | Michele Barone Susan Baross Robin Curren Gail Johnson Mary Ellen Longo Amanda Norrish Linda Shelley Pamela Tryon             | Verenigde Staten    | 128,8120 | 1      |
| Zilver | Kiki Anderson Robin Anderson Linda Bedard Jocelyne Boucher Sylvie Fortier Danielle Luzon Marie-Josee Poulin Judith Verret    | Canada              | 125,1290 | 2      |
| Brons  | Masae Fujiwara Masako Fujiwara Yasuko Fujiwara Yuki Ishii Junko Sugawara Yasuko Unezaki                                      | Japan               | 123,6910 | 3      |
| 4      | Jacqueline Cox Doris Davis Susan Gledhill Jane Holland Linda Horne Josephine Mitchell Anne Russell Doreen Shaikh             | Verenigd Koninkrijk | 113,5330 | 4      |
| 5      | Willie Bolsenbroeck Mette de Jong Marijke Engelen Helma Gluvers Angelike Honsbeek Lidia van Veen Vera Verloop Ingrid Weurman | Nederland           | 110,7710 | 5      |
| 6      | Brigitte Baur Sylvia Guedel Esther Meyer Wanda Mitchell Christine Moser                                                      | Zwitserland         | 99,3930  | 6      |
| 7      | Barbro Ansehn Marie Cervin Renee Ek Gorel Berit Lonn Anne Purra Lena Ruthstrom                                               | Zweden              | 99,0220  | 7      |
| 8      | Elsa Borrero Margarita Correa Angela Ferrer Libia Ferrer Monica Jaramillo Diane Vanegas Giselle Villa                        | Colombia            | 84,3740  | 8      |